# Nicolae Nenciulescu
Nicolae Nenciulescu (n. 6 septembrie 1879, București — d. 1973) a fost un arhitect român, profesor universitar, prodecan al Universității de Arhitectură.
A urmat Liceul Sf. Sava din București și apoi Școala Națională Superioară de Belle Arte din Paris absolvind în 1910.

## Operă
- Teatrul de vară Capitol (Alhambra) (1916)
- Palatul Regal (1928-1949)
- Antrepozitele și Abatorul de export din Constanța (1933-1936)
- Imobil Generala, Calea Victoriei 100, 1929
- Sanatoriul de băi calde de nămol din Eforie

## Decorații
- Semnul Onorific „Răsplata Muncii pentru 25 ani în Serviciul Statului” (13 octombrie 1941)[1]